# Brachiacantha querceti
Brachiacantha querceti är en skalbaggsart som beskrevs av Schwarz 1878. Brachiacantha querceti ingår i släktet Brachiacantha och familjen nyckelpigor. Inga underarter finns listade i Catalogue of Life.